# Dal'Pai
Dal'Pai é um distrito do município brasileiro de Campos Novos, no interior do estado de Santa Catarina. Segundo o censo demográfico de 2022, realizado pelo Instituto Brasileiro de Geografia e Estatística (IBGE), sua população era de 499 habitantes e havia 183 domicílios particulares permanentes ocupados. Foi criado pela lei nº 175 de 21 de agosto de 1956.
De acordo com o IBGE, em 2010 a população era de 572 habitantes e havia 231 domicílios particulares.